# Sama Service
Sama Service Team este o rețea de service-uri rapide care pune la dispoziția clienților săi metode moderne, eficiente și rapide de diagnostic și depanare auto.
Sama Service Grup, “părintele” firmei actuale, a intrat pe piața de profil în 1992 aducând în premieră în România conceptul de “service de roți”. Azi, compania beneficiază de ateliere multifuncționale, investește continuu în echipamente de ultimă generație și se preocupă de diversificarea gamei de servicii în acord cu nevoile consumatorilor săi.
Actualmente, Sama Service Team deține două locații proprii în București și o rețea extinsă de colaboratori la nivel național, care îi permite să ofere clienților săi corporatiști un performant management de flotă, apreciat pozitiv de către aceștia.
Sama Service este o prezență activă și puternică pe segmentul de servicii auto (ITP, servicii de întreținere, service roți și service mobil) și, de asemeni, un important dealer de anvelope, jante, uleiuri, piese de schimb și accesorii.
Sama Service Grup a fost înființat în anul 1992, având ca principal obiect de activitate comercializarea de anvelope și service-ul de roți.
Ulterior, compania și-a diversificat portofoliul prin adăugarea serviciilor de tractări și întreținere auto.
Cifra de afaceri:
- 2006: 3,1 milioane euro[2]
- 2005: 2,3 milioane euro[1]